# Vanden Berghe
Vanden Berghe is een Belgische familie waarvan leden sinds 1993 tot de Belgische adel behoren.

## Geschiedenis
De stamreeks van de adellijke tak begint met prof. dr. Herman Vanden Berghe (1933-2017), die op 25 november 1993 in de erfelijke Belgische adel werd opgenomen met de persoonlijke titel van baron. Hij was medisch specialist en ook zijn nageslacht beoefent beroepen in het medische vak, net als aangetrouwde leden.
Anno 2017 waren er nog tien mannelijke adellijke telgen in leven, de laatste geboren in 2006.

## Wapenbeschrijving
Het wapen van de familie ziet er als volgt uit:
Hoekig doorsneden van azuur en zilver, een paal van sabel over alles heen beladen met een gestrekte slang, de kop naar boven, omwonden met twee verkorte, golvende en samengevlochten staken, alles van goud. Een helm van zilver, gekroond, getralied, gesierd en omboord van goud, gevoerd en gehecht van keel. Dekkleden: zilver en azuur. Helmteken: een waldhoorn van goud. Wapenspreuk: In ootmoed hoog moet.
Bovendien, voor de geadelde, het schild gedekt met de rangkroon van baron en gehouden door twee herten van natuurlijke kleur.